# Semen Bendasiuk
Semen Bendasiuk (ur. 1877 w Skopówce, zm. 1965 we Lwowie) – działacz moskalofilski.

## Młodość i wczesna działalność
Urodził się w rodzinie greckokatolickiego psalmisty. Ukończył gimnazjum w Kołomyi, a następnie wydział prawa Uniwersytetu Lwowskiego. Kontynuował kształcenie w celu uzyskania zawodu notariusza, jednak porzucił te plany. Podjął pracę dziennikarską w piśmie „Hałyczanyn”.
W młodości zetknął się z ideami moskalofilskimi; identyfikował się z nimi do końca życia. Opracował gramatykę języka rosyjskiego w celu upowszechniania jego znajomości w Galicji. Głosił idee rusyfikacji językowej Ukraińców (Rusinów) galicyjskich. Jego zdaniem język ludowy, jakim się posługiwali, poprzez przyjmowanie słów o pochodzeniu polskim i niemieckim odbiegł od pierwotnego, ruskiego brzmienia. Sugerował popularyzowanie wśród ludu języka rosyjskiego uzupełnionego o określony zasób wyrazów ukraińskich, na wzór języka powieści Nikołaja Gogola. Zajmował się ponadto organizacją burs, w których młodzież wychowywana była w duchu rosyjskim.

## „Proces Bendasiuka i towarzyszy”
Aresztowany pod koniec marca 1912, w czasie kampanii władz austriackich przeciwko moskalofilstwu, dążącej do zablokowania rozszerzania się sympatii prorosyjskich w społeczeństwie Galicji w obliczu wojny z Rosją. Razem z Wasylem Kołdrą, organizatorem czytelni rusofilskich, i prawosławnymi misjonarzami, księżmi Ignacym Hudymą i Maksymem Sandowiczem został oskarżony o szpiegostwo na rzecz Rosji oraz zdradę stanu. Zdaniem Włodzimierza Osadczego ich proces miał zniechęcić obywateli austriackich do sympatii prorosyjskich. Podobną opinię wyraziła Bernadetta Wójtowicz-Huber.
„Proces Bendasiuka i towarzyszy”, jak określano go w prasie galicyjskiej, był obszernie relacjonowany na łamach prasy – sprawozdania z niego zamieszczały wszystkie gazety lwowskie, swoich korespondentów do Lwowa skierował również szereg pism zagranicznych (francuskich, niemieckich, włoskich). Największym zainteresowanie sprawa cieszyła się w Rosji. Proces na miejscu obserwowali przedstawiciele czterech najważniejszych frakcji rosyjskiej Dumy Państwowej. Wbrew założeniom władz austriackich, które zamierzały uniemożliwić dalszą działalność moskalofilów w obliczu wojny z Rosją, proces nie tylko nie okazał się ostatecznym ciosem dla tego ruchu, ale przyczynił się do rozpropagowania jego idei. Obrońcy oskarżonych – L. Aleksiewicz, K. Czerlunczakiewicz, W. Dudykiewicz i M. Hłuszkewycz – sami zaliczali się do moskalofilów i wykorzystywali mównicę sądu do nagłaśniania idei proprawosławnych i prorosyjskich. Ponadto rosyjski skarb państwa przeznaczył 30 tys. rubli na prowadzenie kampanii propagandowej towarzyszącej procesowi. „Męczeństwo prawosławnych w Galicji” było nagłaśniane także przez arcybiskupa wołyńskiego Antoniego, który w swojej eparchii wydał na ten temat specjalny okólnik i nakazał po każdej Świętej Liturgii odprawiać dodatkowe nabożeństwo w intencji aresztowanych moskalofilów. Sam pisemnie skontaktował się ze lwowskim sądem, proponując złożenie zeznań w charakterze świadka. We Lwowie doszło do manifestacji w obronie oskarżonych, w których wzięło udział ok. 80 duchownych greckokatolickich.
Przesłuchania oskarżonych i świadków pozwoliły udowodnić powiązania ruchu prawosławnego w Galicji z Rosją (w tym z Ochraną), jednak zgromadzone dowody nie wystarczyły, by potwierdzić zawarty w akcie oskarżenia zarzut zdrady stanu i szpiegostwa. W związku z tym 6 czerwca 1914 w odniesieniu do wszystkich podsądnych zapadł wyrok uniewinniający wydany przez ławę przysięgłych złożoną z Polaków. Wyrok ten z niezadowoleniem przyjęły wiedeńskie koła rządowe, które zarzuciły Polakom dopuszczenie do procesu (w charakterze adwokatów) znanych moskalofilów.

## Wyjazd do Rosji i USA
Natychmiast po zwolnieniu z aresztu we Lwowie Semen Bendasiuk wyjechał do Rosji i został tam przyjęty przez hr. Władimira Bobrinskiego, przewodniczącego Towarzystwa Galicyjsko-Russkiego, zajmującego się wspieraniem galicyjskiego moskalofilstwa. Planowane były jego wyjazdy do większych miast rosyjskich, gdzie Bendasiuk i Wasyl Kołdra mieli przybliżać sytuację prorosyjsko nastawionej ludności Galicji, oraz udział w redagowaniu nowych publikacji propagandowych. Wybuch I wojny światowej, a następnie upadek caratu udaremniły te plany. W 1914 razem z wojskami rosyjskimi wrócił do Galicji i przebywał we Lwowie, zajmując się propagowaniem idei moskalofilskich, do momentu ich wycofania się z miasta. Wrócił do Rosji, zaś w 1918 przez Japonię emigrował do USA. Żył w Nowym Jorku, a następnie Filadelfii, redagując pisma adresowane do emigracji rusińskiej.

## Powrót do Lwowa

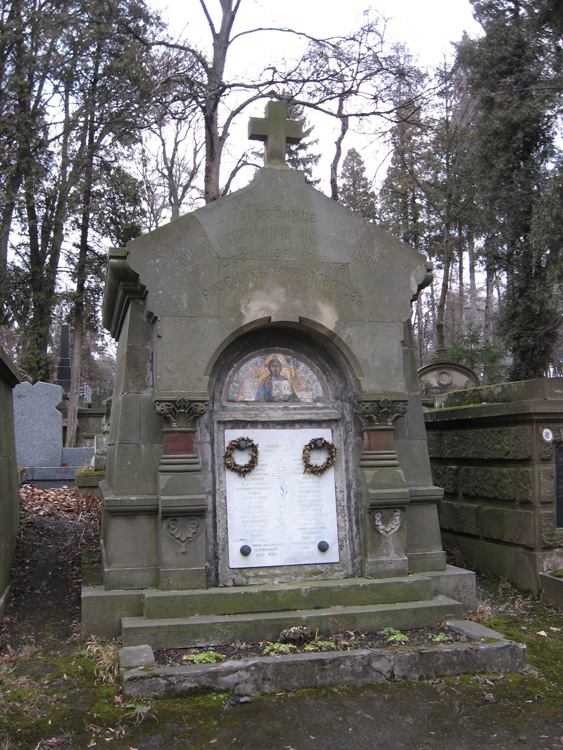
Kwatera moskalofilskich pisarzy i dziennikarzy na Cmentarzu Łyczakowskim, miejsce pochówku Semena Bendasiuka

W 1928 wrócił do Lwowa. W ciągu kolejnych lat opublikował szereg prac związanych z dziejami moskalofilstwa oraz upamiętniających ofiary austriackiego obozu internowania w Talerhofie. Uczestniczył w redagowaniu Almanachu Talerhofskiego.
Przez wiele lat był związany z prawosławną parafią św. Jerzego we Lwowie. Był jej starostą i uczestniczył w redagowaniu pisma parafialnego Zmartwychwstanie. Po włączeniu Lwowa w granice ZSRR stracił możliwość pracy publicystycznej. Zarabiał na swoje utrzymanie, wyrabiając i sprzedając świece cerkiewne.
Pochowany na Cmentarzu Łyczakowskim.